# Ричардсон, Кэмерон
Кэ́мерон Ри́чардсон (англ. Cameron Richardson; род. 11 сентября 1979) — американская актриса и модель. Известна по роли Хлои Картер в сериале «Остров Харпера».

## Биография
Родилась в Батон-Руже (Луизиана), выросла в Нью-Джерси. В 1997 году окончила среднюю школу в тауншипе Олд-Бридж, Нью-Джерси. После переехала в Нью-Йорк, чтобы начать карьеру модели.

## Карьера
Ричардсон была моделью таких модных журналов, как Мадмуазель, Интервью и Cosmopolitan. В 2006 году появилась на обложке журнала Ocean Drive. В январе-феврале была моделью женского журнала Здоровье. Рекламировала одежду таких брендов, как «American Eagle Outfitters», «Gap», «Lucky Brand Jeans», «Chic Jeans» и «Roxy». Также рекламировала бутилированную воду «Dasani», выпускаемую компанией The Coca-Cola. В 2004 году появилась в рекламной кампании ресторанов быстрого питания Carl's Jr. и Hardee's.
В 2003 году снялась в роли Эйдриан в фильме «Переполох в общаге». В 2006 году сыграла супермодель Алекс в эпизоде сериала «Доктор Хаус» и Мишель в фильме «Дрейф». Была приглашённой звездой в эпизоде сериала «Красавцы», в котором сыграла официантку. С 2009 года снималась в роли Хлои в мини-сериале «Остров Харпера». В 2007 появилась в роли Клэр Уилсон в комедии «Элвин и бурундуки».

## Личная жизнь
Ричардсон встречалась с гитаристом рок-группы «Incubus» Майком Айнцигером. С 1 января 2021 года она замужем за режиссёром Луи Летеррье.
У Ричардсон трое детей: сын Майло Шульман (род. 10 июля 2010) от отношений с Беном Шульманом, сын Гаспар Летеррье (род. 3 апреля 2017) и дочь Анук Летеррье (род. 7 сентября 2019) от брака с Летеррье.
Ричардсон проживает в Лос-Анджелесе.

## Фильмография
| Год       |   | Русское название                    | Оригинальное название               | Роль                         |
| --------- | - | ----------------------------------- | ----------------------------------- | ---------------------------- |
| 2000—2001 | с | Секреты семьи Арно                  | Cover Me                            | Селеста Арно                 |
| 2002      | ф | Фрэнк Маккласки, страховой детектив | Frank McKlusky, C.I.                | Шэрон Уэббер                 |
| 2003      | ф | Почти в законе                      | National Lampoon’s Barely Legal     | Рейчел Ангер                 |
| 2003      | ф | Переполох в общаге                  | National Lampoon Presents Dorm Daze | Эдриан                       |
| 2003—2004 | с | Кожа                                | Skin                                | Дарлин                       |
| 2005      | ф | Умник                               | The Good Humor Man                  | Венди                        |
| 2005      | ф | Суперкросс                          | Supercross                          | Пайпер Коул                  |
| 2005—2006 | с | Поинт Плезант                       | Point Pleasant                      | Пола Харгроув                |
| 2006      | ф | Дрейф                               | Open Water 2: Adrift                | Мишель                       |
| 2006      | с | Доктор Хаус                         | House                               | Александрия «Алекс» Робинсон |
| 2006      | с | Красавцы                            | Entourage                           | официантка                   |
| 2007      | ф | Вампирша                            | Rise: Blood Hunter                  | Коллетт                      |
| 2007      | ф | Элвин и бурундуки                   | Alvin and the Chipmunks             | Клэр Уилсони                 |
| 2007      | с | Красавцы                            | Entourage                           | Линдси                       |
| 2008      | ф | Знакомые незнакомцы                 | Familiar Strangers                  | Эрин Уортингтон              |
| 2008      | с | 12 миль от плохой дороги            | 12 Miles of Bad Road                | Маккенна Шекспир Холл        |
| 2009      | ф | Женщины в беде                      | Women in Trouble                    | Дерби                        |
| 2009      | с | Остров Харпера                      | Harper’s Island                     | Хлоя Картер                  |
| 2010      | ф | Авторазбор                          | Wreckage                            | Кейт                         |
| 2010      | ф | Красотки                            | Hard Breakers                       | Алексис Белл                 |
| 2011      | с | Красавцы                            | Entourage                           | Линдси                       |
| 2012      | ф | Отель «Нуар»                        | Hotel Noir                          | Морин Чэпмен                 |
| 2012      | с | C.S.I.: Место преступления          | CSI: Crime Scene Investigation      | Эмили Хартли                 |
| 2013      | ф | Паства Святого духа                 | Holy Ghost People                   | Сестра Шейла                 |
| 2013      | ф | Бегун                               | The Jogger                          | Кэрол                        |
| 2013      | с | Бесстыжие                           | Shameless                           | Шерил                        |
| 2014      | ф | Землетрясение в 10 баллов           | 10.0 Earthquake                     | Эмили                        |
| 2014      | с | Убийство первой степени             | Murder in the First                 | Ханна Харкинс                |
| 2014      | с | Лотерея                             | The Lottery                         | Трейси Уильямс               |
| 2015      | ф | Злой ген                            | The Evil Gene                       | доктор Дана Эрхарт           |
| 2016      | ф | Охота на работу                     | Get a Job                           | стриптизёрша Тара            |
| 2017      | ф | Хикок                               | Hickok                              | Мэтти                        |
| 2017      | ф | Вспышка                             | Flashburn                           | Кали Йоргенсен               |
| 2017      | ф | Мёртвый муравей                     | Dead Ant                            | Лав                          |
| 2019      | с | Жизнь                               | Vida                                | подруга из Instagram         |

## Награды
Ричардсон заняла 76 место в списке «100 самых сексуальных женщин мира» по версии журнала Stuff. В 2005 году стала 52-й в рейтинге «Hot 100 of 2005» журнала Maxim. В 2009 году она была уже на 76 месте.